# 肥薩線列車退行事故
肥薩線列車退行事故發生於1945年8月22日，日本九州的肥薩線鐵路列車，於上坡路段倒退下滑撞死乘客。

## 背景
1945年8月15日太平洋戰爭結束，在九州南部準備本土決戰的士兵開始復員。駐紮在鹿兒島縣鹿屋市、姶良郡和宫崎縣都城市大約三萬名士兵，集結在肥薩線吉松站，住在車站附近的民宅和公共會所，準備搭乘火車回鄉。 在戰爭結束前後的混亂時期，機車、車輛、軌道等鐵路基礎設施受到空襲破壞，機車使用的煤炭品質不佳，缺乏熟練的司機與維護技師以及物資，列車的班次與每列列車的車廂數都大為減少。供不應求的列車上座無虛席，旅客擠進了客車廂的走道，甚至擠上了車頂與機車，為牽引能力下降的機車又帶來了額外的負擔。
在肥薩線吉松站和真幸站之间，有「山神第二隧道」，從吉松站開始到山神第二隧道是個大陡坡，以S型路線高達千分之二十五的坡度攀升，山神第二隧道又被稱為邪魔隧道（日語：魔のトンネル），這個路段對使用低熱值劣質煤的蒸汽機車是重大挑戰。

## 事故
1945年8月22日中午左右，一列開往人吉的復員列車由一輛D51型蒸汽機車作為本務機，一輛同型機車做為後方輔助機車 ，牽引5節客車、8節貨車，進入山神第二隧道。然而列車爬坡發生困難，雖然前方本務機車駛出了隧道口，但客車與後方輔助機車困在充滿了廢氣的隧道內。煤的品質不良，隧道充滿了黑煙。乘客們於是下車向下坡方向的隧道入口走去，以逃離濃煙。 
本務機車與輔助機車的操作人員間無法順利聯絡。列車突然開始倒退。貨車廂並沒有車內擴音設備，車掌無法警告旅客，輔助機車的操作人員被煙霧窒息，無法指揮在隧道內行走的乘客或與本務機車聯繫。隧道裡沒有躲避空間與照明，煙霧繚繞，沿著鐵路行走的旅客窒息或是被火車碾過。
聽到機車發出的緊急警報鳴笛聲，真幸的居民們和吉松的警防團前往山神第二隧道救援。隧道內的情況慘不忍睹，殘缺的屍體被廢氣燻黑，倖存者的呻吟聲在隧道中迴盪。事故導致49人死亡。

## 影響
事故發生後翌年起，每年8月22日，當地居民都會舉行追悼會，悼念躲過了戰爭卻在返鄉前不幸罹難的軍人。 1961年8月22日，也就是事件的17周年，在山神第二隧道真幸側隧道口建立了纪念碑。 
截至2019年，在該區間運行的伊三郎、新平觀光列車上，透過現場附近時會播音說明此事故。

## 附註
1. ↑  輔助機車位於列車尾部，並非於前端重聯運轉。
2. ↑  客車不足，以敞車代用。
3. ↑  亦有53人或56人之說。

## 相关项目
- 近鐵奈良線失控列車相撞事故
- 北陸隧道列車火災事故